# Vibram (entreprise)
Pour les articles homonymes, voir Vibram.

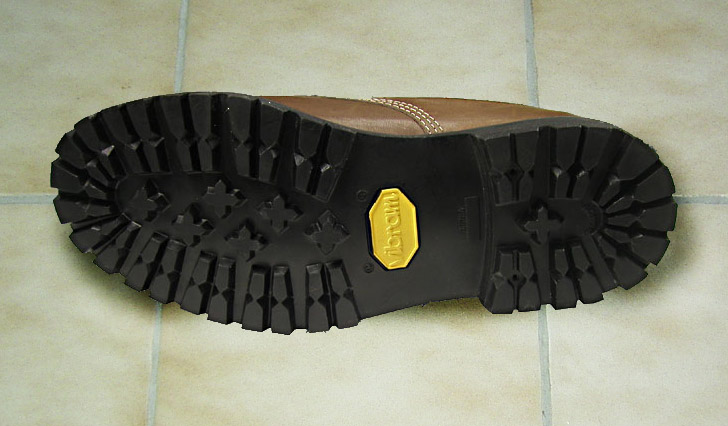
Chaussure avec semelle Vibram

Vibram est une société italienne produisant principalement des semelles pour chaussures. Son activité est historiquement centrée sur l'équipement de montagne tel que les chaussures de randonnées ou les chaussons d'escalade, mais également les premières chaussures à orteils portant le nom de Vibram Fivefingers.

## Historique
La société a été fondée en 1937 par Vitale Bramani en partant du constat que les alpinistes de l'époque étaient mal chaussés. Il s'est rapproché de Pirelli pour concevoir de meilleures semelles. La première usine est ouverte en 1945 à Albizzate en Italie. À la fin des années 1980, Vibram sort la semelle Grip à destination réellement des grimpeurs.
Elle est la principale marque de chaussure à orteils séparés depuis 2005 avec les Fivefingers.